# Медан
Медан (на индонезийски: Medan) е град в Индонезия и административен център на област Суматера Утара (на индонезийски „Северна Суматра“). Намира се в северната част на о-в Суматра. Третият по население град в Индонезия след Сурабая и Джакарта. На около 30 km северно от града се намира пристанището Белаван. Международно летище. Населението на града е 2 097 610 жители (по данни от 2010 г.).

## История
Селището е основано на 1 юли 1950 г.

## Личности
- Хайрил Анвар (1922 – 1949), писател

## Побратимени градове
- Чънду, Китай